# Built to Last
A Built to Last az amerikai Sick of It All együttes negyedik stúdióalbuma. 1997. február 11-én jelent meg.

## Dalok
1. Good Lookin' Out
2. Built to Last
3. Closer
4. One Step Ahead
5. Us vs. Them
6. Laughingstock
7. Don't Follow
8. Nice
9. Busted
10. Burn 'em Down
11. End the Era
12. Chip Away
13. Too Late
14. Jungle